# Acide iduronique
L'acide iduronique (C6H10O7) est un acide uronique formé à partir de l'idose oxydé sur son carbone numéro 6.
Il entre dans la composition de glycosaminoglycanes tels le dermatane sulfate, l'héparine... dans lesquels il sera cyclisé.